# Olga Bitiukowa
Olga Borisowna Bitiukowa (ros. Ольга Борисовна Битюкова, ur. 21 marca 1958 w Moskwie) – radziecka i rosyjska aktorka filmowa i teatralna.
Urodziła się w moskiewskiej rodzinie aktorskiej. Jako piętnastolatka zadebiutowała grając jedną z głównych ról w filmie W drodze na Kasjopeję w reżyserii Riczarda Wiktorowa. Ukończyła Rosyjski Uniwersytet Sztuki Teatralnej.

## Filmografia
- 1973: W drodze na Kasjopeję (Москва – Кассиопея) jako Waria Kutiejszczykowa
- 1974: Spotkanie na Kasjopei (Отроки во Вселенной) jako Waria Kutiejszczykowa
- 1978: Ostatnia szansa (Последний шанс) jako Brykina, uczennica szkoły zawodowej
- 1979: Hipodrom (Ипподром) jako Natasza
- 1983: Kocham, czekam. Lena (Люблю. Жду. Лена) jako Olga
- 1983: Letarg (Летаргия) jako dziewczyna na przyjęciu u Dadaszewa
- 1985: Zimowy wieczór w Gagrach (Зимний вечер в Гаграх) jako pracownica telewizji
- 1986: Mój ulubiony klaun (Мой любимый клоун) jako Lesia, żona Sinicyna
- 2007: Zaćmienie (Затмение) jako matka Olgi